# خان سليمان باشا
خان سليمان باشا وهو أحد أقدم الخانات التاريخية في مدينة دمشق القديمة، والكائن في سوق مدحت باشا، بني عام 1145هـ، تم بناء الخان بمداميك بيضاء وسوداء على التناوب.

## أقسام الخان
- الباحة: وهي مستطيلة الشكل، كانت مغطاة بقبتين تمت إزالتهما وبقيت آثارهما.[1]
- الغرف: يحوي الخان على أربعة عشر غرفة معدة لاستقبال النزلاء.[1]
- دورتا مياه + إسطبل + مخزن.[1]

## طالع ايضاً
- خان الخياطين
- تاريخ الخانات في دمشق.
- عمارة عثمانية